# Honos

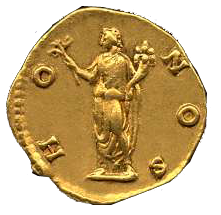
Honos-Darstellung
auf einem Aureus des Kaisers Mark Aurel

Honos war im antiken Rom die Personifikation des kriegerischen Ruhms.
Honos besaß in Rom mehrere Tempel. Der älteste wurde im Jahre 233 v. Chr. von Quintus Fabius Maximus während des Krieges gegen die Ligurer gestiftet. Zur gleichen Zeit erscheinen Personifikationen der römischen Tugenden unter den Göttern wie zum Beispiel: Iuventas, die Jugend, Honos, die Ehre, Virtus, die Mannhaftigkeit, Victoria, der Sieg und Mens, die Vernunft. Meist wurde Honos zusammen mit Virtus verehrt, was – wie Valerius Maximus in seinen Facta et dicta memorabilia berichtet – im Jahre 210 v. Chr. zu einem Einspruch des Pontifikalkollegiums gegen die Pläne des Marcus Claudius Marcellus führte, einen gemeinsamen Tempel für beide zu errichten. Man werde, so die Priester, wenn in diesem Tempel sich ein Wunder vollziehen sollte, nicht entscheiden können, welchem der beiden Götter nun ein Opfer gebracht werden müsse. Marcellus ließ daher einen eigenen Tempel für Virtus errichten, wobei man in den Tempel des Honos nur durch diesen Tempel gelangen konnte. Finanziert wurden beide Tempel mit der Beute aus der Eroberung von Syrakus und den Feldzügen gegen die Kimbern und Teutonen. Plutarch berichtet, dass man bei Opfern für Honos das Haupt entblößte, während er bei Opfern für die anderen Götter bedeckt werden musste. Feiertag für Honos und Virtus war der 29. Mai. Am Tempel von Honos und Virtus begann der jährlich stattfindende Paradezug der römischen Ritterschaft, ein Brauch, der bis ins 4. Jahrhundert gefeiert wurde.
In den Res Gestae Divi Augusti des Augustus wird der Tempel erwähnt:
Den Altar der die Heimkehr begünstigenden Fortuna vor dem Tempel von Honos und Virtus bei der Porta Capena hat der Senat für meine Rückkehr gestiftet. Dort sollten auf sein Geheiß die Oberpriester und die Vestalinnen jährlich an dem Tag ein Opfer darbringen, an dem ich unter dem Konsulat des Quintus Lucretius und Marcus Vinicius aus Syrien nach Rom zurückgekehrt war.
Dargestellt wird Honos als Jüngling, wahlweise mit einem Spieß oder einem Ölzweig oder auch einem Füllhorn. Zu sehen ist Honos unter anderem am Titusbogen, wo er Kaiser Titus bei dessen Triumph geleitet.